# Ceracia dentata
Ceracia dentata är en tvåvingeart som först beskrevs av Daniel William Coquillett 1895.  Ceracia dentata ingår i släktet Ceracia och familjen parasitflugor. Inga underarter finns listade i Catalogue of Life.